# Биак (острова)
Биак, Схаутен (индон. Kepulauan Biak, англ. Schouten Islands) — небольшой архипелаг в заливе Чендравасих, вблизи северного побережья острова Новая Гвинея (индонезийская провинция Папуа).

## География

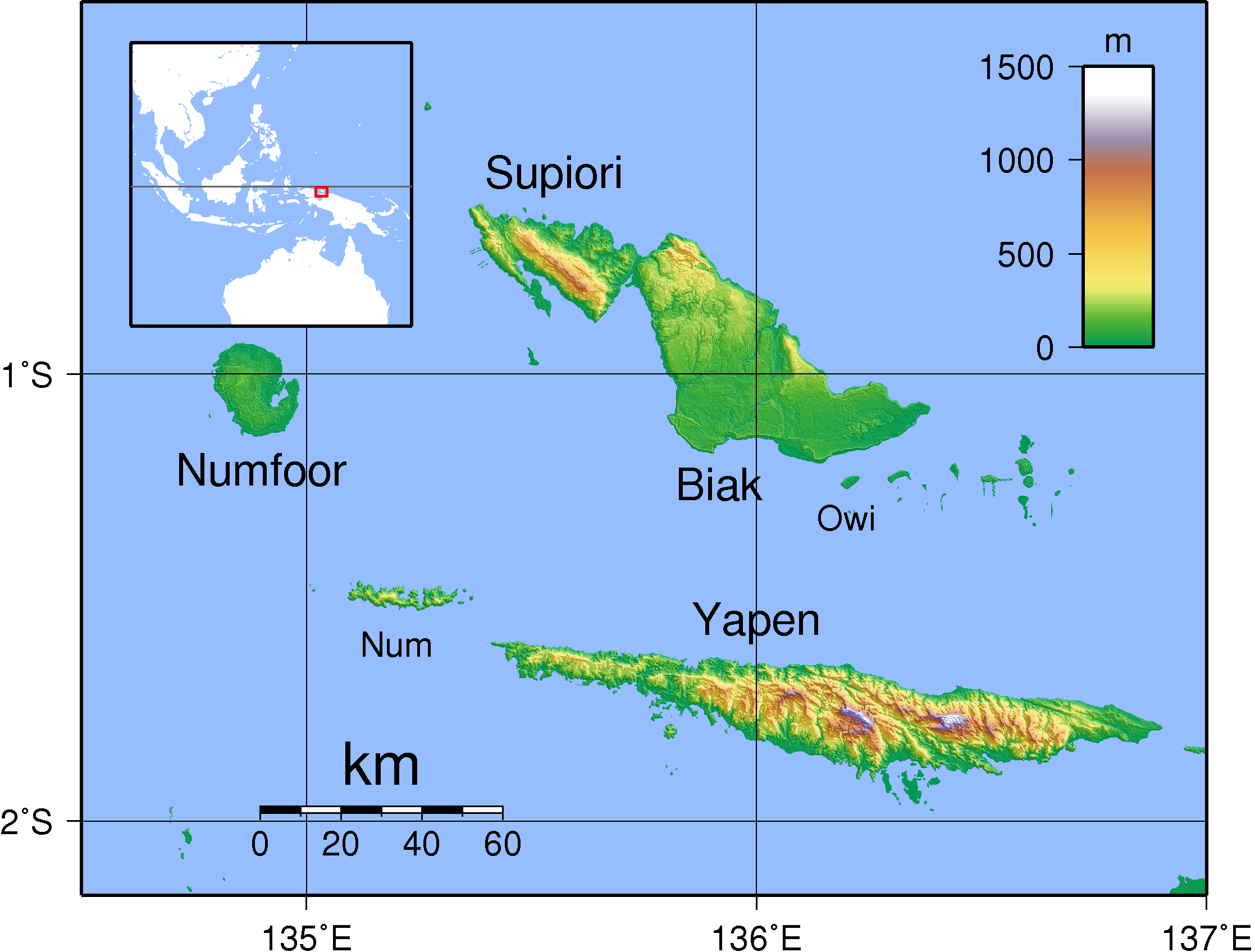
Карта островов Биак

Состоит из островов: Биак (1746 км²), Супиори (659 км²), Нумфор (335 км²) и нескольких меньших островов. Общая площадь архипелага составляет 2602 км². Бо́льшая часть архипелага входит в состав округа Биак-Нумфор (кроме Супиори, составляющего отдельный округ).
Острова расположены в регионе экваториального климата. Средние температуры почти неизменны на протяжении всего года (около 27 °C). Среднее количество осадков — 2850 мм в год.

## Население
Острова Биак населены в основном меланезийцами, преобладающая религия — христианство. Официальный язык — индонезийский, основной местный язык — биак.